# Крестовоздвиженская церковь (Екатеринбург)
Крестовоздви́женская це́рковь — православный храм в Екатеринбурге. Церковь Крестовоздвиженского мужского монастыря Екатеринбургской епархии Русской Православной Церкви.

## История

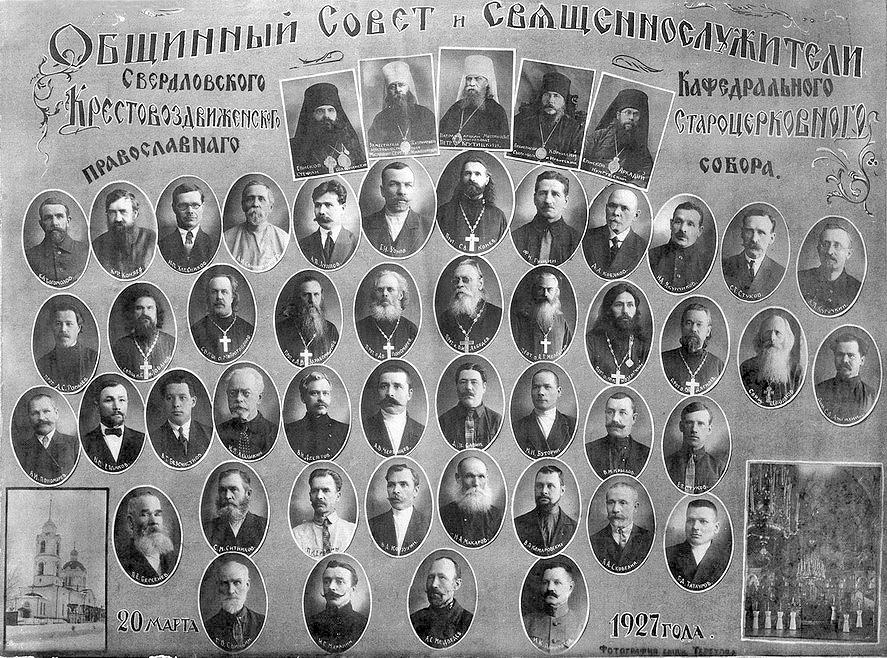
Общинный совет и священнослужители свердловского кафедрального староцерковного собора

Каменная однопрестольная Крестовоздвиженская церковь заложена в 1878 году на углу улиц Васенцовской и Крестовоздвиженской как домовая при детском убежище благотворительного общества. Построена на средства купца В. В. Кривцова. Убежище (приют) размещалось в здании через дорогу, в котором теперь находится военкомат.
24 августа 1880 года церковь освящена в честь Воздвижения Креста Господня. При храме находилась частица Животворящего Креста, вделанная в напрестольный серебряно-позлащенный крест, и шесть частиц мощей святых угодников — Патриарха Павла, мучеников Трифона, Меркурия, Ореста и Евгения и великомученика Пантелеимона (покровителя медицины), вделанные в кипарисовую доску.
С самого своего возникновения стала использоваться как полковая для солдат, размещавшихся в выстроенных поблизости от неё казармах, которые и сегодня известны как Оровайские. Здесь были солдаты и офицеры 12-го Великолукского полка. Отсюда ушел на фронты русско-японской войны в 1904 году 139-й Моршанский полк. После войны в казармы пришёл 195-й Оровайский полк. Он был назван так в честь местечка Оровай, где произошло победное сражение русской армии в последней русско-шведской войне. Оровайский полк ушёл на фронты 1914 года и героически воевал в Карпатах, где и был расформирован после революции.
Затем в годы Первой мировой войны вновь формируемые резервные батальоны также уходили на фронт из Крестовоздвиженской церкви. В трёхъярусном иконостасе имелось 33 иконы.
С 1919 года церковь — приходская.
В 1922 году из церкви изъято 19 фунтов серебра (7,7 кг). В 1924 году стала церковью сергиевской ориентации. С 1926 до 1930 года имела статус кафедрального собора Свердловской епархии. 12 февраля 1930 года церковь закрыта постановлением горсовета. Снесены купол и колокольня. После закрытия в здании церкви располагались различные мастерские.
В 1993 году церковь стала действующей. С 1994 года стала и является по нынешнее время церковью Крестовоздвиженского мужского монастыря города Екатеринбурга, Екатеринбургской епархии Русской Православной Церкви.
В 1999—2000 годах возведён новый купольный барабан.

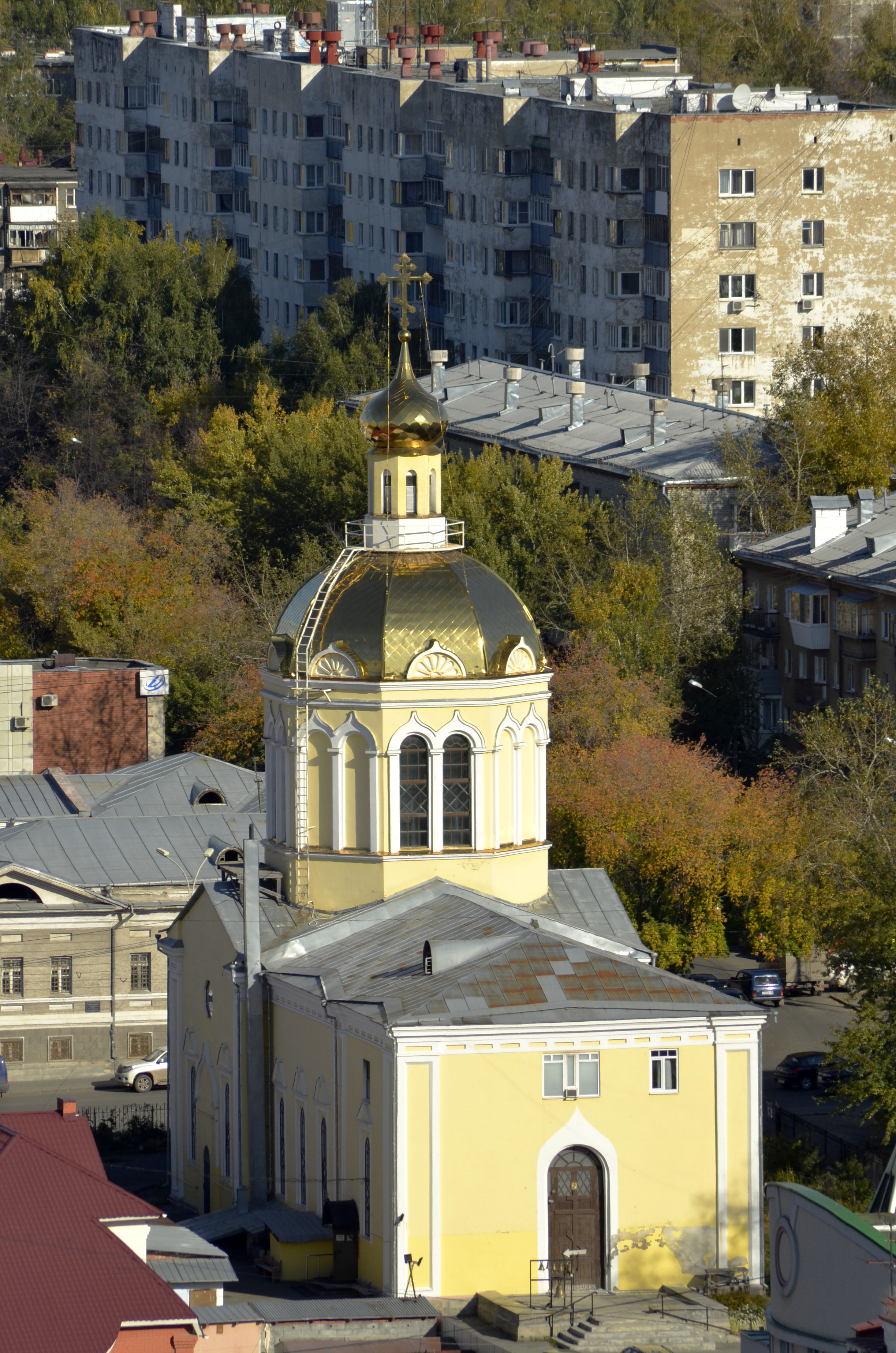
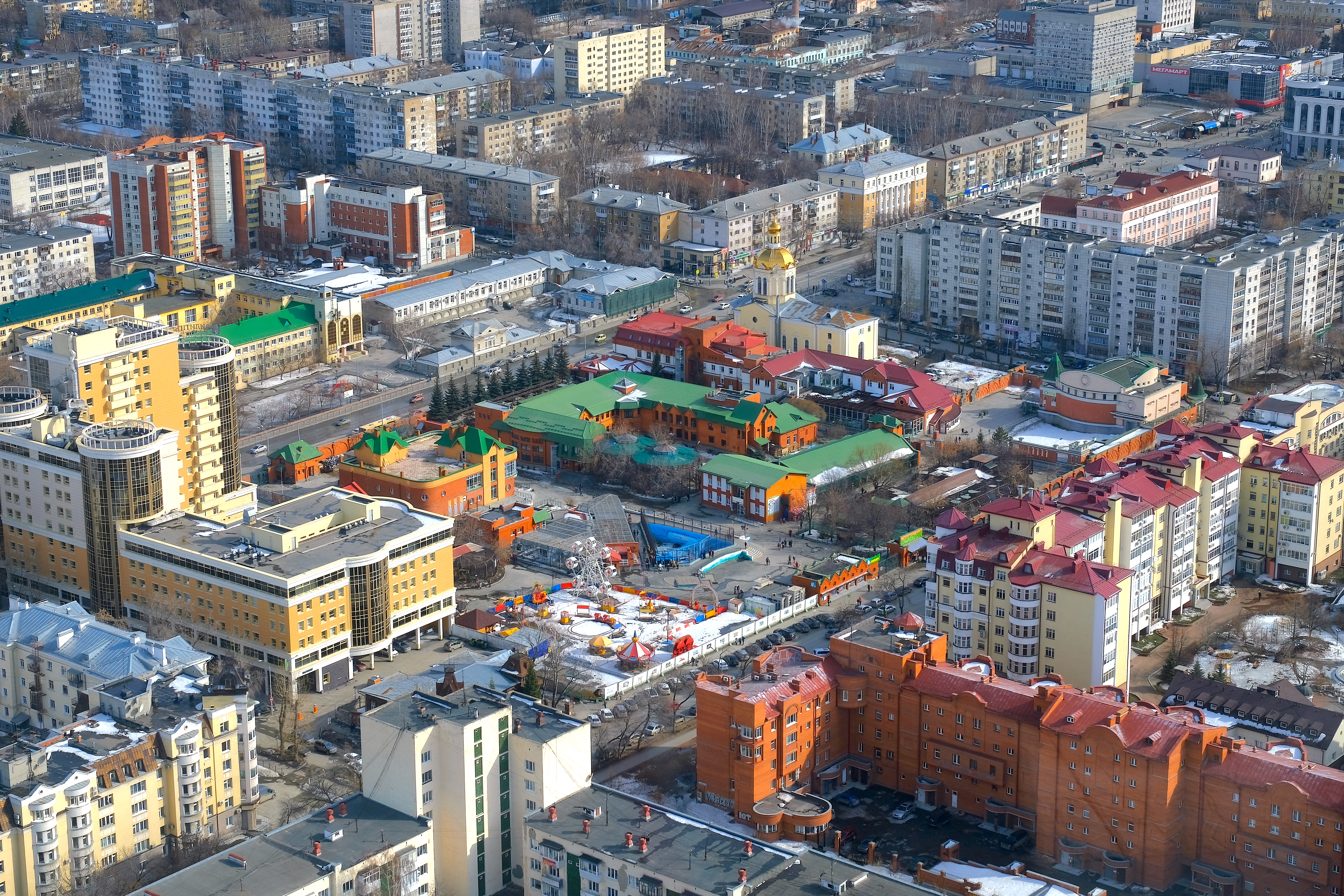
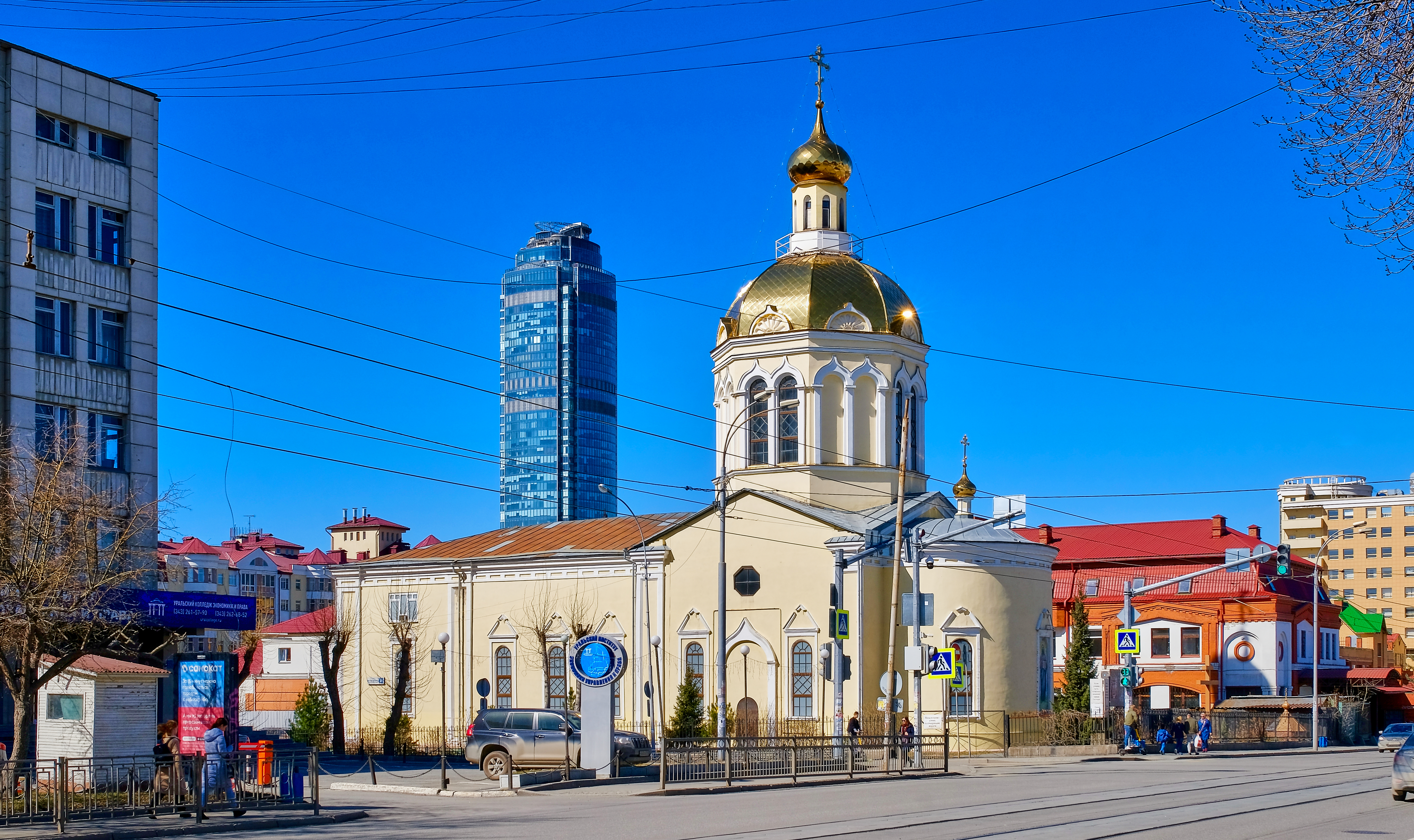
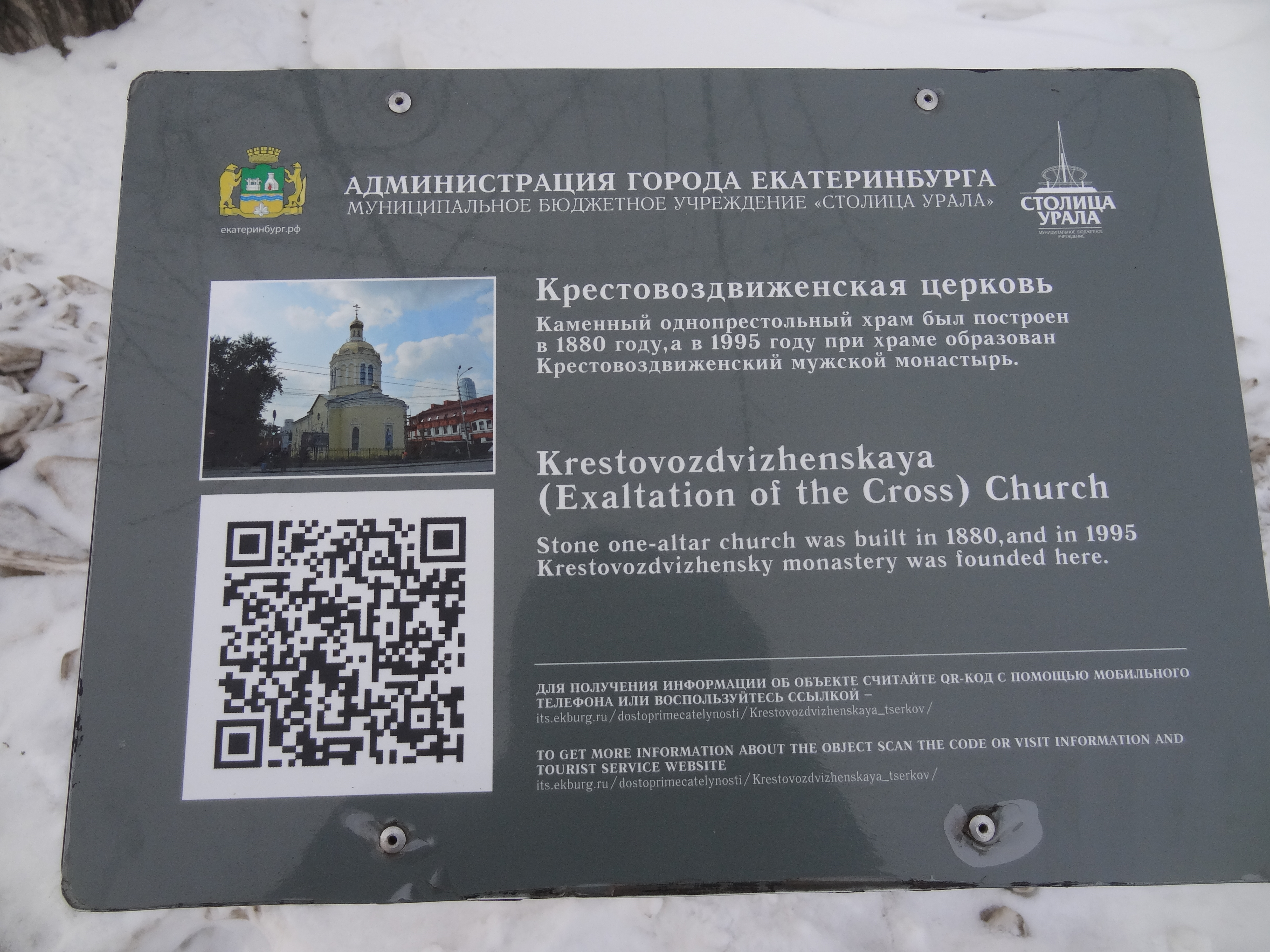
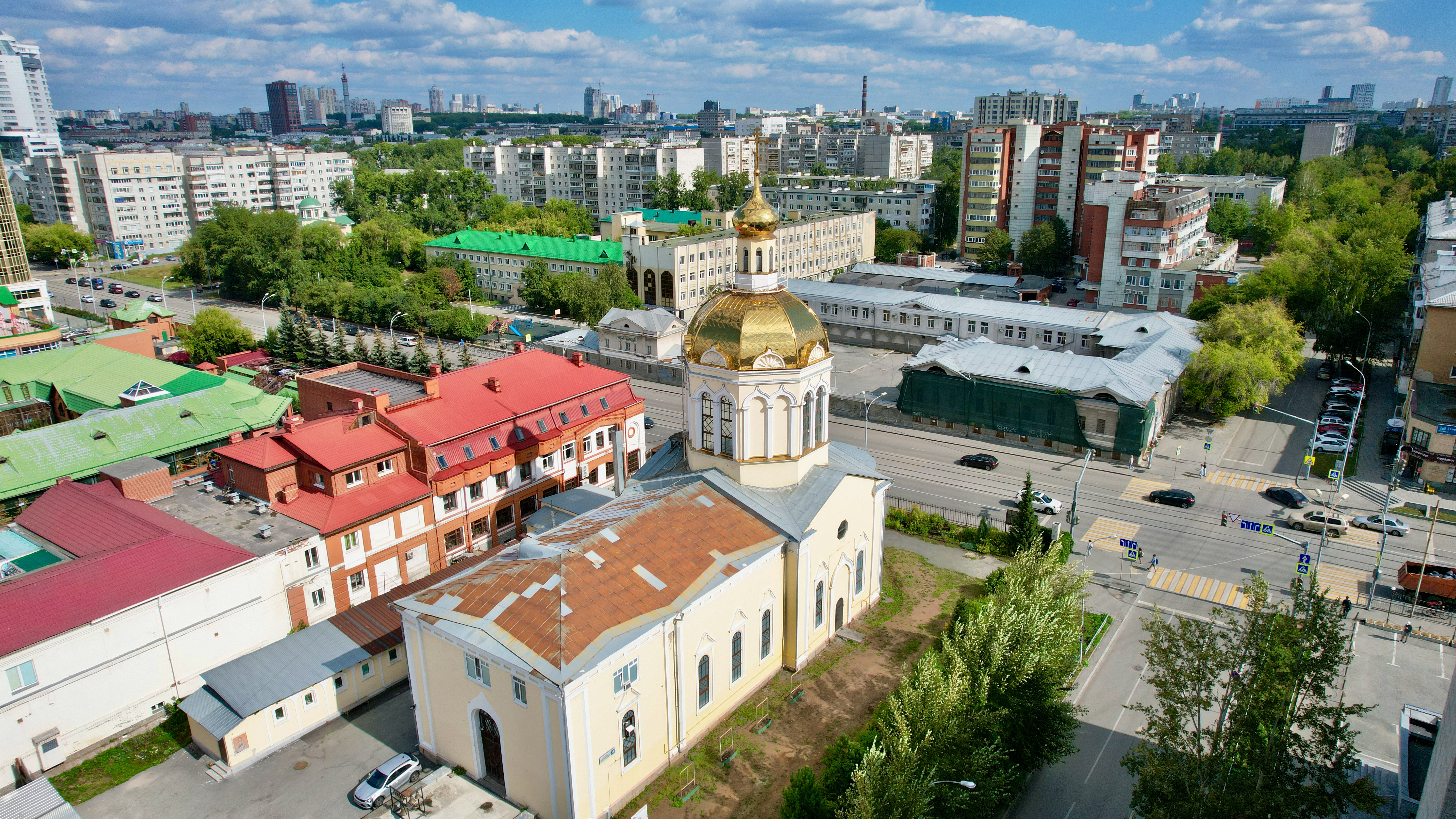